# Negayan puno
Negayan puno là một loài nhện trong họ Anyphaenidae.
Loài này thuộc chi Negayan. Negayan puno được miêu tả năm 2005 bởi Lopardo.